# Getteröns naturreservat

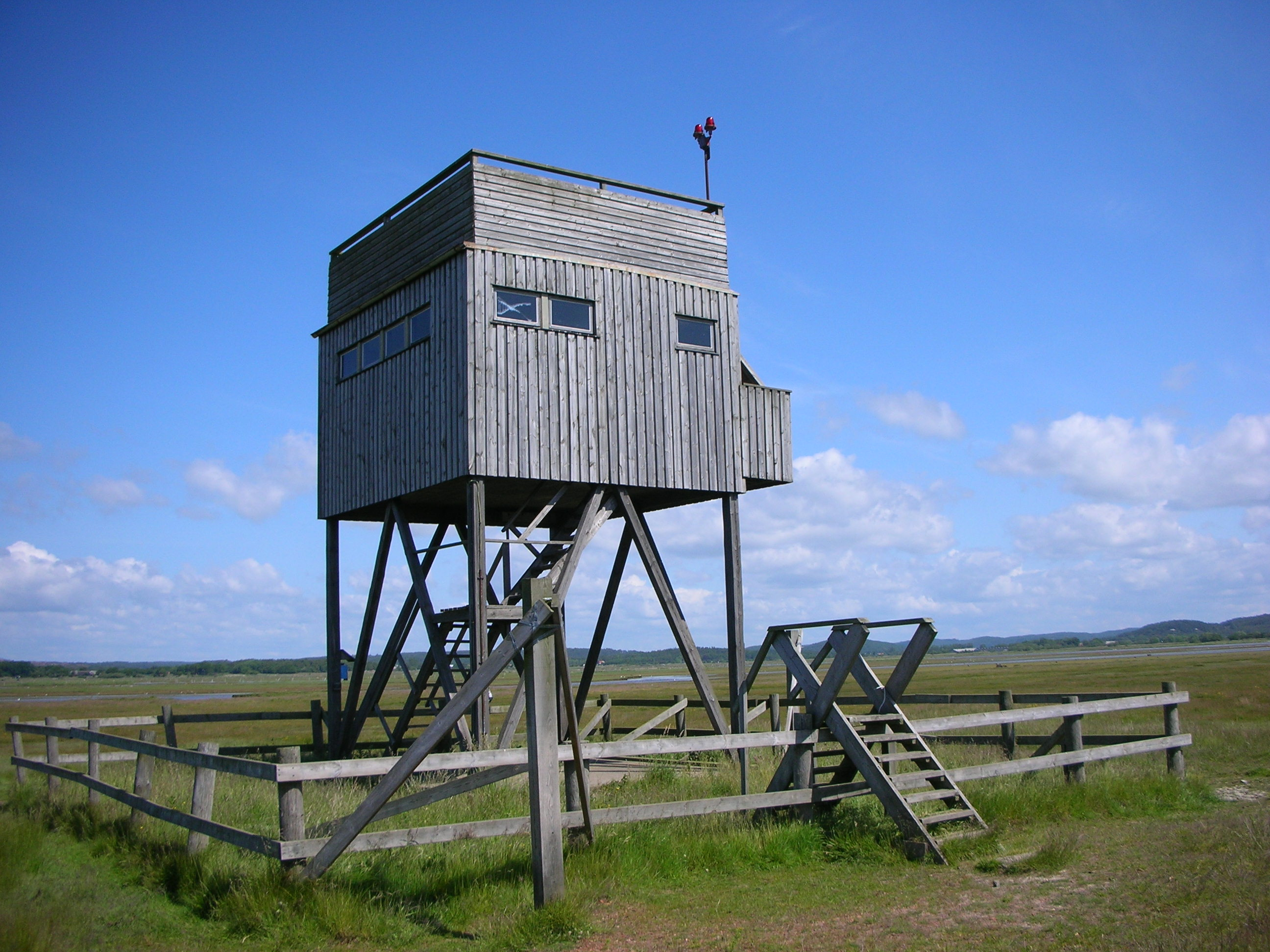
Fågeltornet på Getteröns naturreservat.

Getterön är ett naturreservat i Lindbergs socken i Varbergs kommun i Halland. Det omfattar delar av halvön Getterön samt ett område norröver. Det har en yta på 350 hektar, varav 235 är land. Reservatet bildades 1970. Getteröns naturreservat är skyddat som Natura 2000-område och upptaget på Ramsar-listan.
Getteröns naturreservat är en av norra Europas främsta fågellokaler. I reservatets våtmarker häckar arter som snatterand, årta, rödspov, brushane, sydlig kärrsnäppa, småtärna och skärfläcka. Den sistnämnda fungerar som symbol för naturreservatet. Även vintertid finns många arter, som till exempel smådopping, vattenrall, kungsfiskare, rördrom, skäggmes, sångsvan och salskrake. Även rovfåglar som pilgrimsfalk är vanliga.

## Historia
Getteröns våtmarker bildades på 1930-talet då det grunda sundet mellan Getterön och fastlandet fylldes igen. Då uppstod två vikar, en på var sida om den konstgjorda landtungan. Den södra inrymmer Varbergs hamn. I den norra, där Himleån mynnar ut i Kattegatt, dumpades muddermassor från hamnen, vilket gjorde viken mindre och grundare. Det gjorde att våtmarkerna bildades. Snart häckade många fågelarter här, och fågelskådarna strömmade till.
Sakta växte viken igen, vilket försämrade våtmarkens kvalitet som fågellokal. På 1990-talet genomfördes en restaurering av området, och områden med vass ersattes med öppet vatten och strandängar. Man anlade en damm med flera små öar där fåglar kan häcka.

## Verksamhet
Vid naturreservatet finns ett naturum, två gömslen, ett fågeltorn med mera. Naturumets huvudbyggnad inrymmer kafé och toaletter. Här finns även en permanent utställning om naturreservatet, samt tubkikare genom vilka man kan titta ut över reservatet. Det visas även tillfälliga konst- och fotoutställningar i byggnaden.